# Šerák
Šerák (historyczna nazwa niem. Hochschar) – szczyt (góra) o wysokości 1351 m n.p.m. (podawana jest też wysokość 1350 m n.p.m. , 1350,8 m n.p.m.  lub 1351,0 m n.p.m. ) w paśmie górskim Wysokiego Jesionika (cz. Hrubý Jeseník) w północno-wschodnich Czechach, w Sudetach Wschodnich, na historycznej granicy Moraw i Śląska, w obrębie gminy Ostružná, oddalony o około 14,5 km na północny zachód od szczytu góry Pradziad (cz. Praděd). Rozległość góry (powierzchnia stoków) szacowana jest na około 5,0 km², a średnie nachylenie wszystkich stoków wynosi około 13°.

## Charakterystyka

### Lokalizacja
Góra Šerák położona jest w północno-zachodnim rejonie całego pasma Wysokiego Jesionika, leżąca w części Wysokiego Jesionika, w północno-zachodnim obszarze (mikroregionu) o nazwie Masyw Keprníka (cz. Keprnická hornatina), leżąca na jego grzbiecie głównym, biegnącym od przełęczy Červenohorské sedlo do przełęczy Ramzovskiej (cz. Ramzovské sedlo). Jest szczytem dobrze rozpoznawalnym, bowiem ze wszystkich wyższych szczytów tego Masywu jest położony najbardziej na północ, a ponadto usytuowany pośrodku, pomiędzy najwyższym szczytem – Keprník oraz charakterystyczną grupą skalną Obří skály, widoczną w postaci „zęba” wystającego ze stoku. Jest niewidoczna z drogi okalającej połać szczytową góry Pradziad (przysłonięta masywem góry Keprník), a z innego charakterystycznego punktu widokowego – z drogi okalającej szczyt góry Dlouhé stráně jest również niewidoczna, bo przysłonięta masywem góry Keprník. Jest czwartym co do wysokości (po szczytach Keprník, Vozka i Žalostná) szczytem mikroregionu o nazwie Masyw Keprníka.
Górę ograniczają: od południowego wschodu dolina potoku o nazwie Keprnický potok i przełęcz Sedlo pod Keprníkem w kierunku szczytu Keprník, od południowego zachodu mało wybitna przełęcz o wysokości 1260 m n.p.m. w kierunku szczytu Mračná hora, od północnego zachodu dolina potoku Vražedný potok, płynącego w wąwozie Mordová rokle, od północy przełęcz o wysokości 1085 w kierunku szczytu Obří skály i dolina nienazwanego potoku płynącego w żlebie Medvědí kluzy, od północnego wschodu przełęcz o wysokości 885 m n.p.m. w kierunku szczytu Strmý i dolina potoku Javořický potok oraz od wschodu przełęcz o wysokości 1062 m n.p.m. w kierunku szczytu Šumný. W otoczeniu góry znajdują się następujące szczyty: od wschodu Šumný i Spálená stráň, od południowego wschodu Žalostná i Keprník, od południa Vozka, od południowego zachodu Troják, Troják–SZ, Mračná hora, od północnego zachodu Ovčí vrch (2), Klín, Klínec, Vápenný kopec (trzy ostatnie szczyty leżą w paśmie Góry Złote (cz. Rychlebské hory)) i Obří skály oraz od północnego wschodu Sněhulák, Strmý, Javořík i Nad hájenkou. 

### Stoki
W obrębie góry można wyróżnić siedem następujących zasadniczych stoków :
- południowo-wschodni
- południowy o nazwie Ve střích
- południowo-zachodni
- północno-zachodni
- północny o nazwie Hřebenná
- północno-wschodni o nazwie U brány
- wschodnie o nazwach Solisko, Žalostná, Vyhlídka

Występują tu wszystkie typy zalesienia: bór świerkowy, las mieszany oraz las liściasty, przy czym dominuje zalesienie gęstym borem świerkowym. Na wszystkich stokach poza borem świerkowym i łanami kosodrzewiny (oprócz stoku północnego i północno-wschodniego), występują na stokach północno-zachodnim, północno-wschodnim i wschodnim wraz z obniżaniem wysokości obszary lasu mieszanego i połacie lasu liściastego, a na stoku północnym, blisko połaci szczytowej nawet łąki. Niemalże wszystkie stoki charakteryzują się znaczną zmiennością wysokości zalesienia, z występującymi polanami i przerzedzeniami, a nawet ogołoceniami. Na stoku południowo-zachodnim występuje większa przecinka w kierunku szczytu Mračná hora na narciarską trasę zjazdową oraz towarzyszącym jej wyciągiem krzesełkowym. Na stokach północnym i wschodnim występują liczne, pojedyncze, większe skaliska, natomiast na stokach południowym, północno-zachodnim i północnym znaczne grupy skalne, a na stokach południowym i wschodnim znaczne obszary pokryte gruzem skalnym. Ponadto na stoku północno-wschodnim, w odległości około 200 m na północny wschód od szczytu, przy chacie Jiřího utworzono pole z rampą do startów lotni i paralotni o nazwie (cz. PG startoviště Šerák).
Stoki mają stosunkowo niejednolite i bardzo zróżnicowane nachylenia. Średnie nachylenie stoków waha się bowiem od 5° (stok południowo-wschodni) do 20° (stok południowy i północno-zachodni). Średnie nachylenie wszystkich stoków góry (średnia ważona nachyleń stoków) wynosi około 13°. Maksymalne średnie nachylenie stoku południowego, na wysokościach około 1175 m n.p.m., na odcinku 50 m nie przekracza 45°. Stoki pokryte są siecią dróg oraz na ogół nieoznakowanych ścieżek i duktów. Przemierzając je zaleca się korzystanie ze szczegółowych map, z uwagi na zawiłości ich przebiegu, zalesienie oraz zorientowanie w terenie.

#### Chata Jiřího

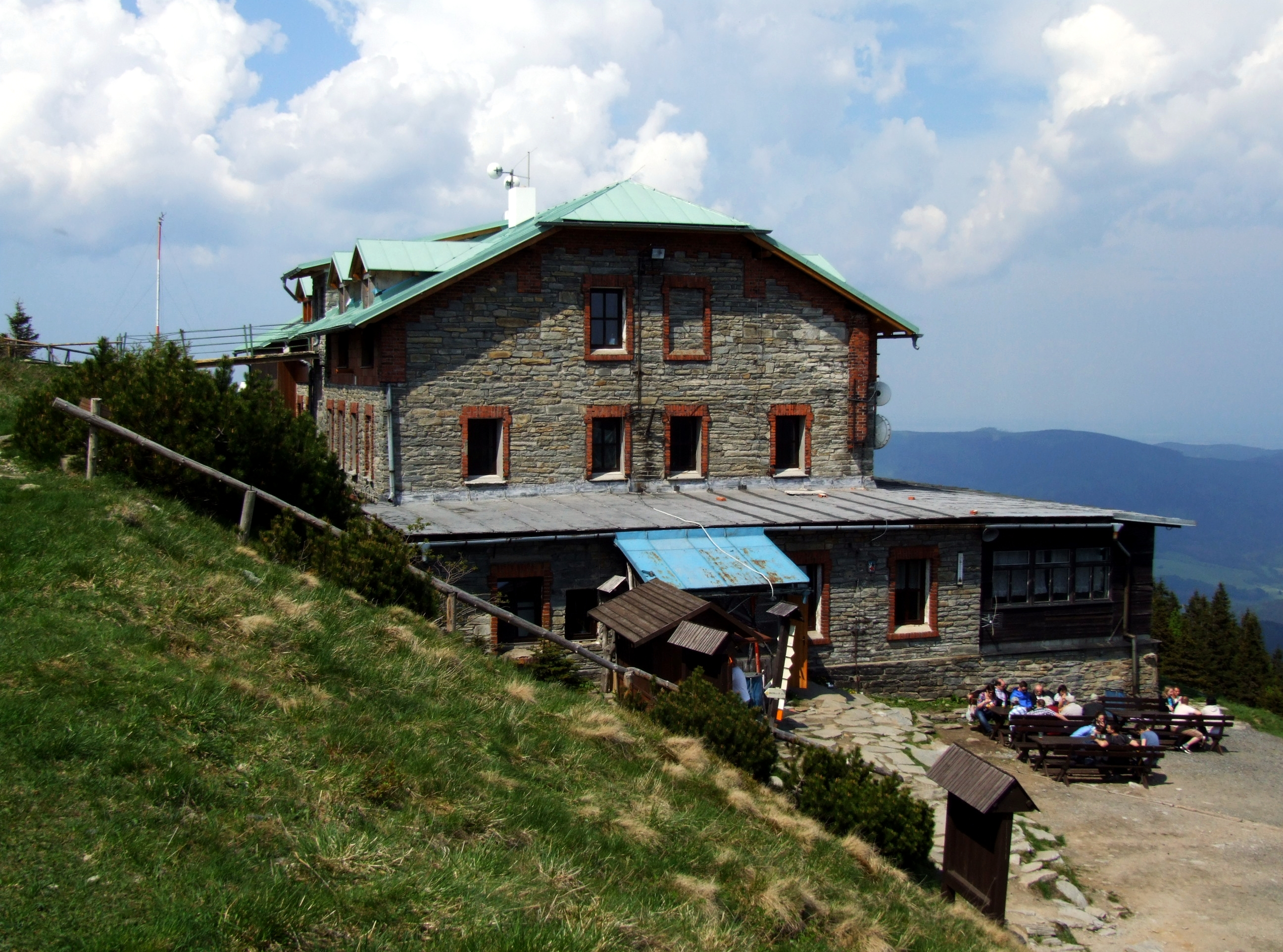
Chata Jiřího na stoku góry Šerák (2011 rok)

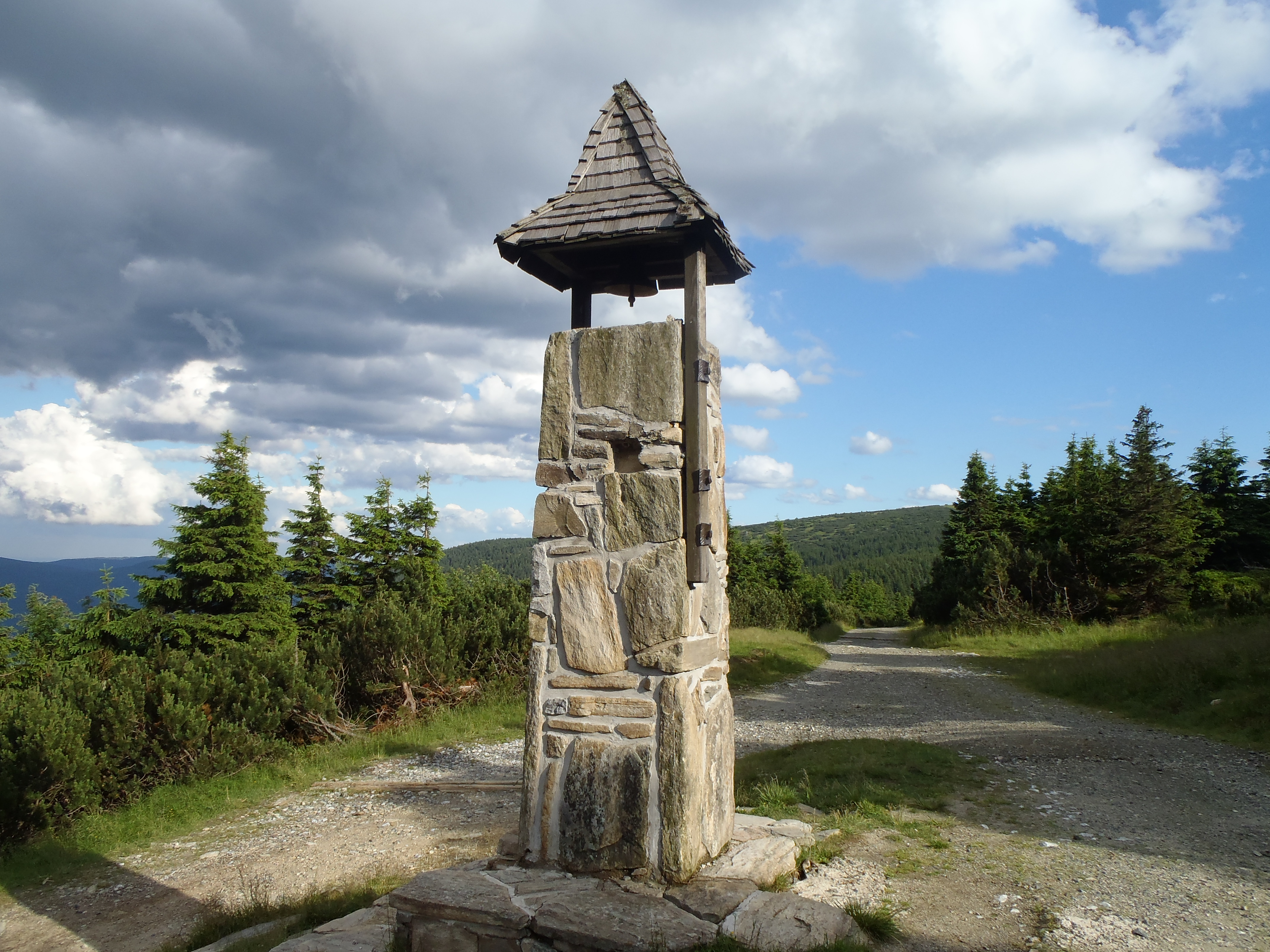
Dzwonnica blisko chaty Jiřího (2016 rok)

Na stoku północno-wschodnim, około 170 m na północny wschód od szczytu, na wysokości 1323 m n.p.m. znajduje się jedyne czynne schronisko górskie – chata Jiřího (niem. Georgschutzhaus). Jest to najstarsze schronisko, zbudowane w 1888 roku przez organizację turystyczną o nazwie Morawsko-Śląskie Sudeckie Towarzystwo Górskie (niem. Mährisch-Schlesischer Sudetengebirgverein (MSSGV)) przy współudziale przekazującego ten teren pod budowę kard. Georga Koppa. Od jego imienia, ku jego pamięci schronisko nazwano chatą Jiřího. Przy schronisku znajduje się stacja meteorologiczna. Ponadto w odległości około 70 m na południe od schroniska, na wysokości około 1325 m n.p.m. znajduje się kamienna dzwonnica.

### Szczyt główny

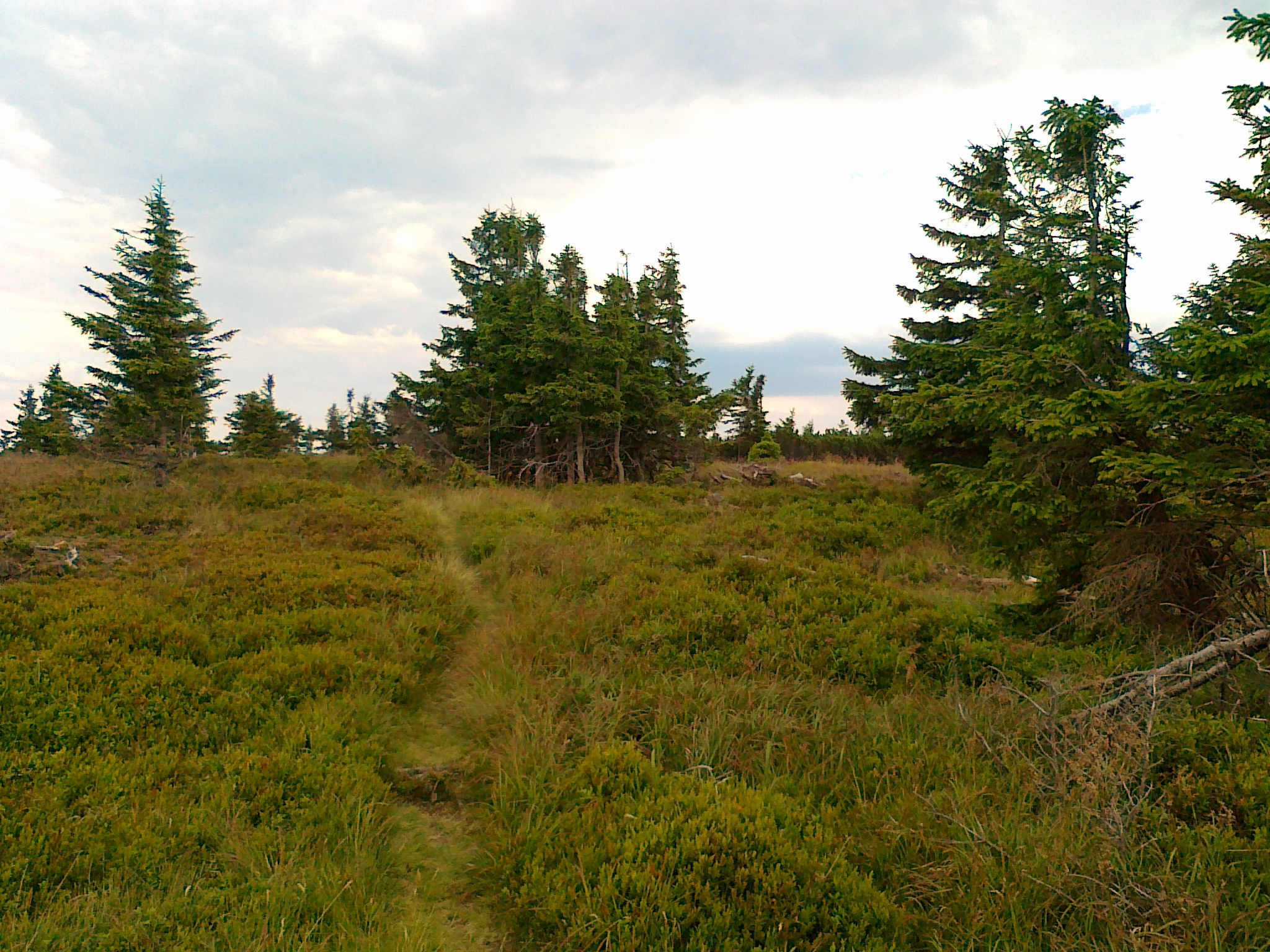
Połać szczytowa góry Šerák (2018 rok)

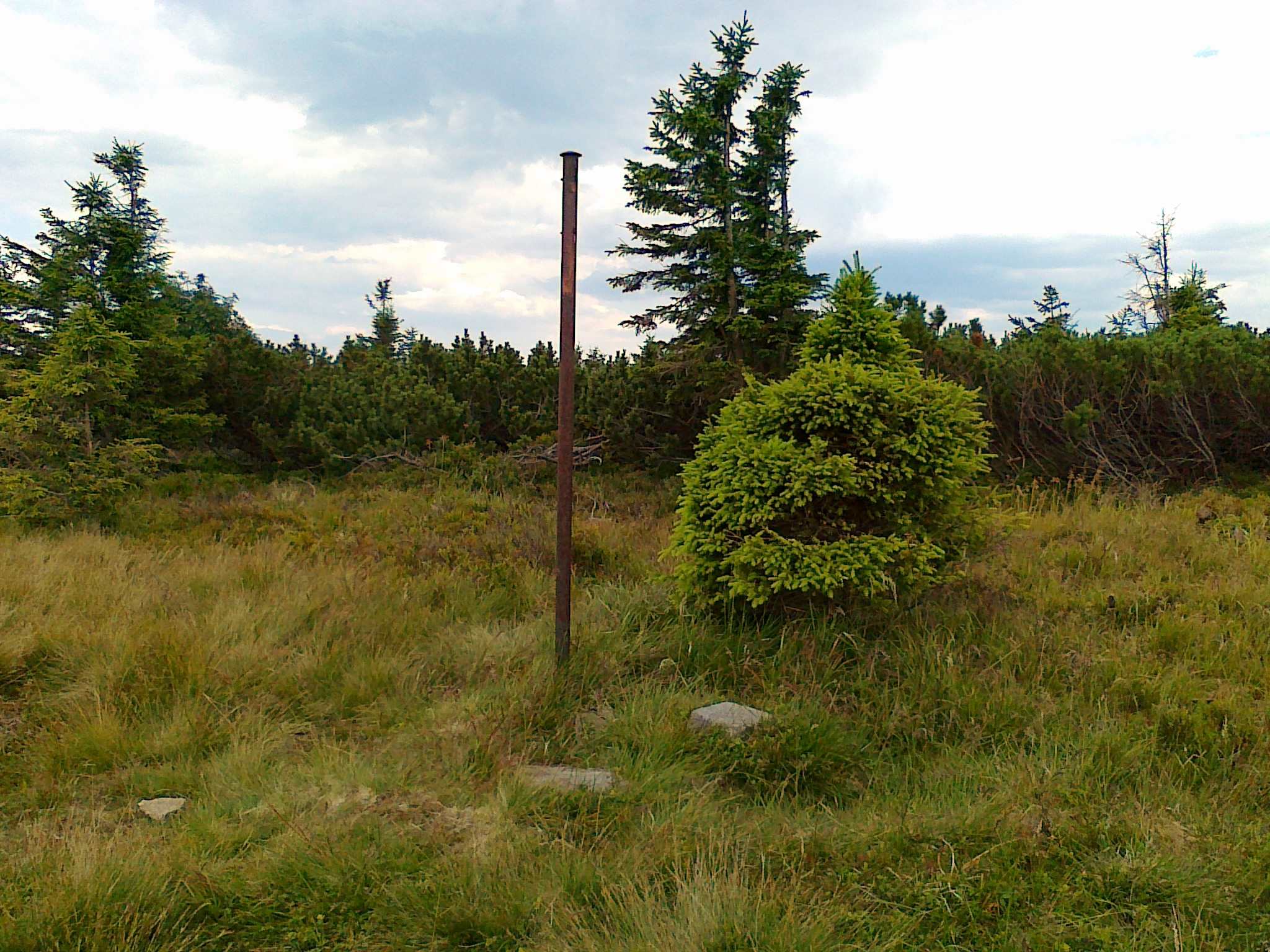
Punkt geodezyjny na połaci szczytowej góry Šerák (2018 rok)

Na szczyt nie prowadzi żaden znakowany szlak turystyczny. Połać szczytowa znajduje się na niewielkiej polanie pokrytej łanem kosodrzewiny i znacznie przerzedzonym borem świerkowym, pokryta trawą wysokogórską. Szczyt znajduje się wśród gęstego łanu kosodrzewiny i z tego powodu nie jest on punktem widokowym. Na połaci szczytowej znajduje się punkt geodezyjny, oznaczony na mapach geodezyjnych numerem (16.), o wysokości 1350,78 m n.p.m. oraz współrzędnych geograficznych (50°11′11,98″N 17°06′23,61″E/50,186661 17,106558), oddalony o około 11 m na północny zachód od szczytu, z widocznym koło niego zamontowanym stalowym słupkiem. Państwowy urząd geodezyjny o nazwie (cz. Český úřad zeměměřický a katastrální (CÚZK)) w Pradze podaje jako najwyższy punkt góry – szczyt – o wysokości 1351,1 m n.p.m. i współrzędnych geograficznych (50°11′11,7″N 17°06′24,0″E/50,186583 17,106667). 
Dojście do szczytu następuje z przebiegającego w pobliżu połaci szczytowej żółtego szlaku turystycznego  od którego biegnie orientacyjna ścieżka o długości około 70 m. 

### Szczyt drugorzędny

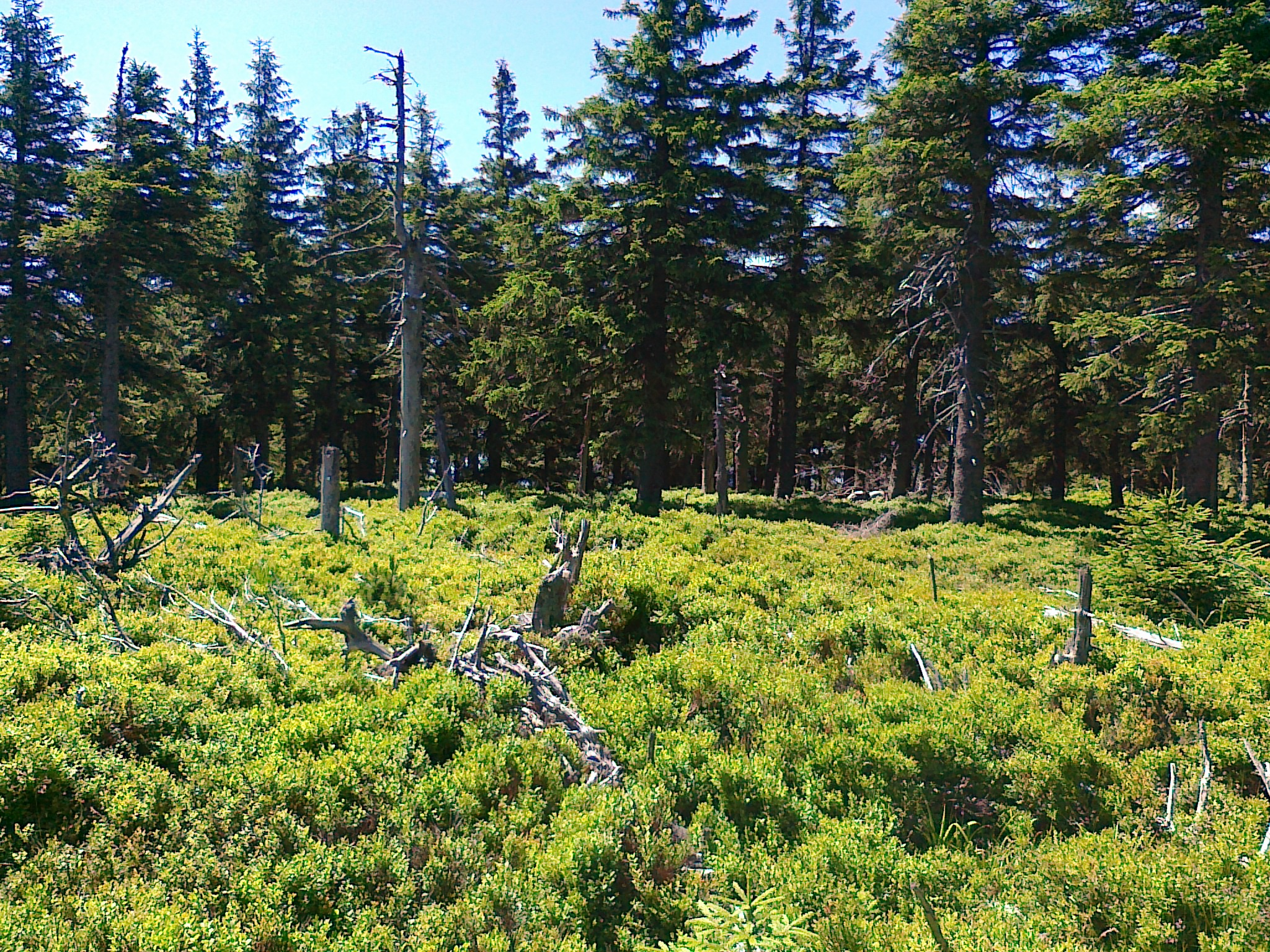
Połać szczytowa drugorzędnego szczytu Šerák–JZ (2020 rok)

Šerák jest górą o podwójnym szczycie. W odległości około 640 m na południowy zachód od szczytu głównego można wyróżnić drugorzędny szczyt określony jako Šerák–JZ o wysokości 1288 m n.p.m. i współrzędnych geograficznych (50°11′02,1″N 17°05′55,6″E/50,183917 17,098778), oddzielony od szczytu głównego mało wybitną przełęczą o wysokości 1286 m n.p.m.. Szczyt drugorzędny Šerák–JZ zlokalizowany jest wśród zalesienia boru świerkowego, pokryty m.in. bardzo popularną rośliną Wysokiego Jesionika, a mianowicie borówką czarną. Z uwagi na zalesienie nie jest on punktem widokowym oraz nie ma na nim punktu geodezyjnego . Dojście do niego jest trudne, następuje z przecinki narciarskiej trasy zjazdowej, od której należy przejść orientacyjnie w bocznej przecince odcinek o długości około 60 m. Z uwagi na ochronę cennego ekosystemu całego utworzonego tu narodowego rezerwatu przyrody Šerák-Keprník dojście na szczyt drugorzędny nie jest zalecane. 

### Geologia
Pod względem geologicznym masyw góry Šerák należy do jednostki określanej jako kopuła Keprníka i jest zbudowany ze skał metamorficznych, głównie: gnejsów (biotytów), ortognejsów, erlanów, mylonitów, blasto-mylonitów, migmatytów, łupków łyszczykowych oraz skał magmowych, głównie meta-granitów. W strukturze geologicznej występują również częściowo domieszki minerałów szlachetnych takich jak np.: staurolit, andaluzyt, granat czy sillimanit.

### Wody
Grzbiet główny (grzebień) góry Pradziad, biegnący od przełęczy Skřítek do przełęczy Červenohorské sedlo oraz dalej do przełęczy Ramzovskiej (cz. Ramzovské sedlo) jest częścią granicy Wielkiego Europejskiego Działu Wodnego, dzielącej zlewiska Morza Bałtyckiego i Morza Czarnego .
Góra leży na tej granicy, na zlewiskach Morza Bałtyckiego (dorzecze Odry) na stokach: północno-zachodnim, północnym, północno-wschodnim i wschodnim oraz Morza Czarnego (dorzecze Dunaju) na stoku południowym . Ze stoku wschodniego bierze swój początek potok o nazwie Javořický potok.

#### Źródła
Na stokach występują liczne źródła.
| Źródła na stokach góry Šerák |                        |                          |                               |                                           |
| Lp.                          | Źródło                 | Odległość od szczytu m   | Wysokość bezwzględna m n.p.m. | Współrzędne geograficzne                  |
| 1                            | Pramen Antonius quelle | 1640 na północny wschód  | 907                           | 50°11′56″N 17°07′08″E/50,198889 17,118889 |
| 2                            | Pramínek               | 935 na południowy wschód | 1170                          | 50°10′55″N 17°07′03″E/50,181944 17,117500 |
| 3                            | Studánka               | 2265 na północny wschód  | 670                           | 50°12′24″N 17°06′43″E/50,206667 17,111944 |
| 4                            | Studánka bez jména     | 615 na północny zachód   | 1180                          | 50°11′31″N 17°06′14″E/50,191944 17,103889 |

#### Wodospady
Atrakcją dla miłośników pięknych krajobrazów są wodospady, rozsiane na stokach góry. Dojście do nich jest trudne, wymaga posłużeniem się szczegółowymi mapami.
| Wodospady na stokach góry Šerák |                       |                                          |                                                                    |                               |                      |
| Lp.                             | Wodospad              | Potok                                    | Lokalizacja                                                        | Wysokość bezwzględna m n.p.m. | Wysokość wodospadu m |
| 1                               | Vodopád u Obřích skal | nienazwany dopływ potoku Vražedný potok  | stok północno-zachodni, około 1,0 km na północny zachód od szczytu | 975                           | 5                    |
| 2                               | Vodopád Ve Stržích    | nienazwany dopływ potoku Klepáčský potok | około 1,2 km na północny zachód od szczytu                         | 1115–1160                     | 4; 3; 3,5            |

## Klimat
Na wierzchołku panują surowe warunki klimatyczne (średnia roczna temperatura wynosi około 2,2 °C, średnia roczna suma opadów około 1200 mm, a pokrywa śnieżna w obrębie góry utrzymuje się przez około 180 dni w roku).

## Ochrona przyrody
Połać szczytowa oraz części wszystkich stoków znajdują się w obrębie narodowego rezerwatu przyrody Šerák-Keprník (cz. Národní přírodní rezervace Šerák-Keprník), będącego częścią wydzielonego obszaru objętego ochroną o nazwie Obszar Chronionego Krajobrazu Jesioniki (cz. Chráněná krajinná oblast (CHKO) Jeseníky), a utworzonego w celu ochrony utworów skalnych, ziemnych i roślinnych oraz rzadkich gatunków zwierząt.
Wzdłuż czerwonego szlaku turystycznego  utworzono ścieżkę dydaktyczną o nazwie (cz. NS S Koprníčkem na výlet Keprnickými horami) na trasie:
 Červenohorské sedlo – Ramzová (z 13 stanowiskami obserwacyjnymi)

### Narodowy rezerwat przyrody Šerák-Keprník
Narodowy rezerwat przyrody Šerák-Keprník położony jest na wysokościach (852–1423) m n.p.m., ma powierzchnię 794,30 ha (z ochronną strefą buforową nawet 1169,83 ha) oraz został utworzony 31 grudnia 1933 roku w celu ochrony szeregu zachowanych formacji skalnych i glebowych, powstałych w wyniku surowego klimatu epoki lodowcowej, jakimi są: terasy krioplanacyjne, zręby mrozowe i tzw. tufury oraz znajdującej się na ich obszarze flory i fauny. Rezerwat jest udostępniony dla turystów. Biegną w jego obrębie szlaki zarówno turystyczne, jak i szlak rowerowy oraz ścieżka dydaktyczna. Z uwagi jednak na ochronę cennego ekosystemu głębsze penetrowanie rezerwatu nie jest zalecane. 

## Turystyka

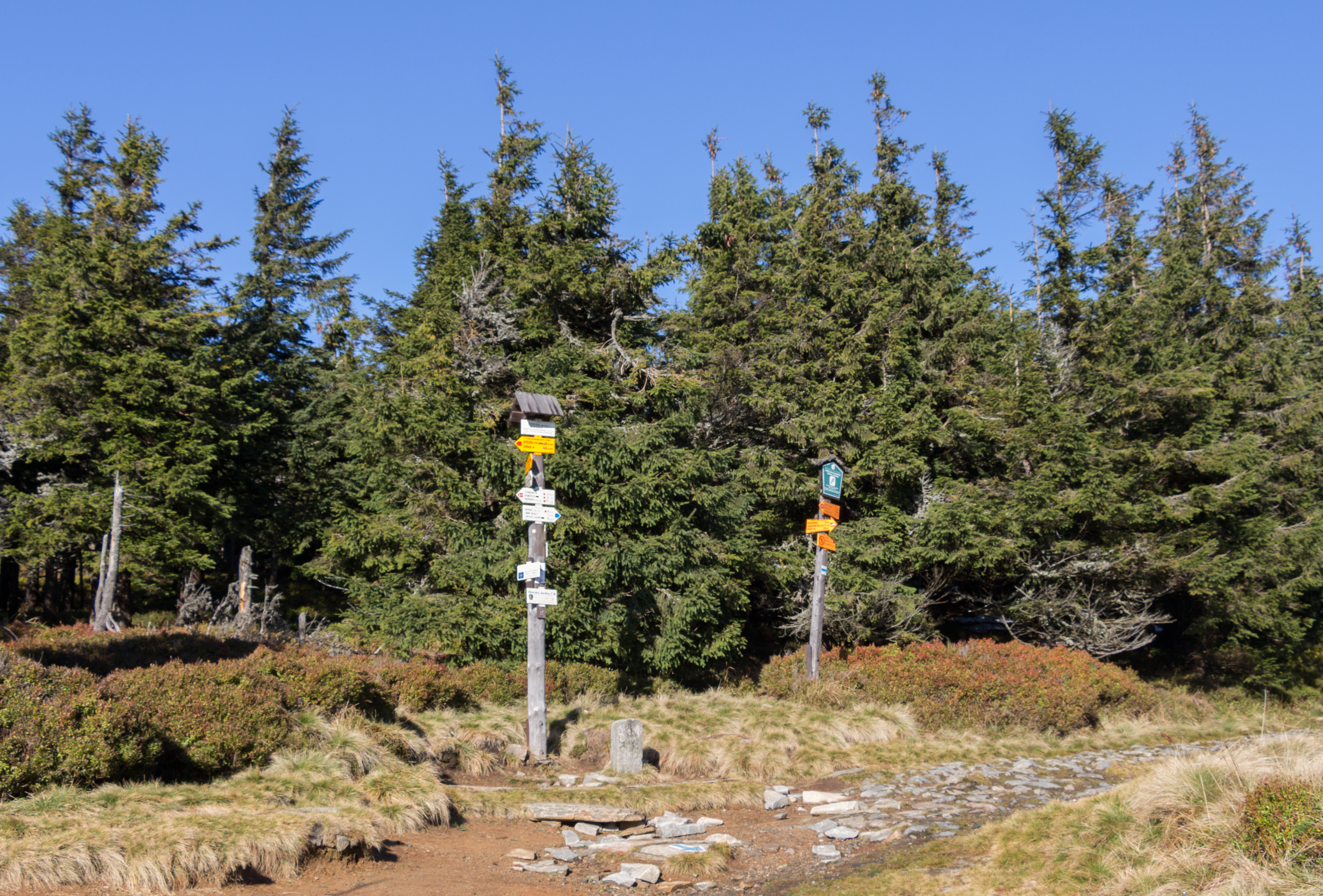
Skrzyżowanie turystyczne o nazwie Šerák (rozc.) (2016 rok)

Šerák jest jednym z najpopularniejszych szczytów Wysokiego Jesionika. Góra jest miejscem aktywnego uprawiania turystyki pieszej, rowerowej, narciarskiej i snowboardingowej. Położona jest ona pomiędzy kluczowymi ośrodkami turystycznymi w Masywie Keprníka. Do najbliższej miejscowości Ostružná z bazą turystyczną hoteli i pensjonatów oraz jej części Ramzová z bazą hoteli i pensjonatów jest od szczytu około 3,5 km w kierunku zachodnim, do miejscowości Lipová-lázně z bazą hoteli i pensjonatów około 5 km w kierunku północnym, do miejscowości Bělá pod Pradědem z bazą pensjonatów około 6,5 km w kierunku wschodnim, a do bazy turystycznej na przełęczy Červenohorské sedlo z hotelem górskim Červenohorské Sedlo jest od szczytu około 7,5 km w kierunku południowo-wschodnim. Najłatwiejszy dostęp na szczyt następuje kolejką linową z osady Ramzová. Znajdują się tam dwa parkingi dla zmotoryzowanych turystów. Kolejka została otwarta w 1981 roku. Dolna część na trasie Ramzová – góra Černava została odnowiona w 1996 roku i ma długość 1400 m z wyciągiem 4-krzesełkowym, górna część natomiast na trasie góra Černava – góra Šerák ma długość 1810 m z wyciągiem 2-krzesełkowym i stacją końcową położoną na wysokości 1326 m n.p.m., oddaloną o około 190 m na południowy zachód od szczytu.
Kluczowym punktem turystycznym jest skrzyżowanie turystyczne położone w odległości około 300 m na południowy wschód od szczytu, o nazwie (cz. Šerák (rozc.)) z podaną na tablicy informacyjnej wysokością 1319 m, od którego rozchodzą się dwa szlaki turystyczne, szlak rowerowy, ścieżka dydaktyczna i trasy narciarstwa biegowego.

### Szlaki turystyczne
Klub Czeskich Turystów (cz. Klub Českých Turistů) wytyczył w obrębie góry cztery szlaki turystyczne na trasach:
 Červenohorské sedlo – góra Červená hora – źródło Vřesová studánka – przełęcz Sedlo pod Vřesovkou – Keprník–JV – Trojmezí – szczyt Keprník – przełęcz Sedlo pod Keprníkem – góra Šerák – Mračná hora – góra Černava – Ramzová
 Lipová-lázně – góra Sněhulák – góra Strmý – góra Obří skály – góra Šerák – przełęcz Sedlo pod Keprníkem – góra Šumný – góra Točník – Filipovice
 Przełęcz Ramzovska – przystanek kolejowy Ramzová – góra Černava – Obří skály
 Jesionik – góra Javořík–SV – góra Javořík – przełęcz Sedlo pod Javoříkem – góra Miroslav – góra Strmý – góra Šerák – Šerák (lanovka)
Na portalach internetowych poświęconych turystyce pieszej w Wysokim Jesioniku proponuje się turystom osady Ramzová okrężną łączoną trasę złożoną z przebiegu różnych szlaków. 

### Szlaki rowerowe
Na stokach góry wyznaczono dwa szlaki rowerowe na trasach:
 Spojená cesta – góra Ztracený vrch – góra Zaječí hora – Šumná–JV – góra Šumná – góra Nad Borovým – dolina potoku Borový potok – Bělá pod Pradědem – góra Žalostná – góra Šumný – przełęcz Sedlo pod Keprníkem – góra Šerák – Mračná hora – góra Černava – Ostružná – Petříkov
 Adolfovice – dolina potoku Javořický potok – przełęcz Sedlo pod Javoříkem – góra Miroslav – góra Šerák – góra Obří skály – góra Černava – Ramzová – góra Klín – góra Klínec – góra Mramorový vrch – góra Kopřivný – góra Oblý vrch – góra Lví hora – góra Smrek – Luční vrch

### Trasy narciarskie
W okresie ośnieżenia ze stoku południowo-zachodniego można skorzystać z wyznaczonej najdłuższej trasy narciarstwa zjazdowego w Czechach o łącznej długości 3260 m, o średnim stopniu trudności, ośrodka narciarskiego o nazwie (cz. Lyžařské středisko Bonera-Ramzová) o następującym przebiegu:
 Šerák – Mračná hora – góra Černava – Ramzová
Wzdłuż szlaków rowerowych i niektórych szlaków turystycznych poprowadzono trasy narciarstwa biegowego m.in. z trasą o nazwie tzw. Jesenická magistrála.

## Informacje dodatkowe związane z nazwą góry
Hanušovicki browar Holba produkuje lekkie piwo o nazwie (cz. Šerák).